# سئی
شهر سئی (به رومانیایی: Seini) در شهرستان مرموره در کشور رومانی واقع شده‌است. جمعیت این شهر ۹٬۴۳۹ نفر  است.